# Lorne Balfe
 (janvier 2019).
Si vous disposez d'ouvrages ou d'articles de référence ou si vous connaissez des sites web de qualité traitant du thème abordé ici, merci de compléter l'article en donnant les références utiles à sa vérifiabilité et en les liant à la section « Notes et références ».
Pour les articles homonymes, voir Lorne (homonymie).
Lorne Balfe, né le 23 février 1976 à Inverness (Écosse), est un producteur et compositeur écossais.
Il compose pour le cinéma (Mission impossible : Fallout, iBoy), la télévision (His Dark Materials : À la croisée des mondes) et pour les jeux vidéos (Assassin's Creed Revelations, Assassin's Creed III, Call of Duty: Modern Warfare 2, Crysis 2).

## Biographie
Lorne Balfe travaille au studio Remote Control Productions.

## Filmographie

### Cinéma

#### Longs métrages
- 2009 : Crying with Laughter de Justin Molotnikov
- 2010 : Megamind de Tom McGrath (co-compositeur avec Hans Zimmer)
- 2011 : Le Dilemme (The Dilemma) de Ron Howard
- 2011 : Le Sang des Templiers (Ironclad) de Jonathan English
- 2012 : The Sweeney de Nick Love
- 2013 : Magpie de Marc Price
- 2013 : Not Another Happy Ending de John McKay (en)
- 2013 : Suspect de Scott Walker
- 2013 : Red Wing (en) de Will Wallace
- 2013 : Side by Side d'Arthur Landon
- 2014 : Son of God de Christopher Spencer
- 2014 : Blackwood d'Adam Wimpenny
- 2014 : Words with Gods
- 2014 : Gloria de Christian Keller
- 2014 : Les Pingouins de Madagascar (The Penguins of Madagascar) d'Eric Darnell et Simon J. Smith
- 2015 : En route ! (Home) de Tim Johnson
- 2015 : Bone In The Throat de Graham Henman
- 2015 : Terminator Genisys d'Alan Taylor
- 2015 : Dough de John Goldschmidt
- 2015 : Captive de Jerry Jameson
- 2015 : American Hero de Nick Love
- 2016 : 13 Hours (13 Hours: The Secret Soldiers of Benghazi) de Michael Bay
- 2016 : War on Everyone : Au-dessus des lois (War on Everyone) de John Michael McDonagh
- 2016 : Kung Fu Panda 3 de Jennifer Yuh Nelson et Alessandro Carloni (co-compositeur avec Hans Zimmer)
- 2017 : Lego Batman, le film (The Lego Batman Movie) de Chris McKay
- 2017 : Ghost in the Shell de Rupert Sanders (composé avec Clint Mansell)
- 2017 : Churchill de Jonathan Teplitzky
- 2017 : The Florida Project de Sean Baker
- 2017 : Geostorm de Dean Devlin
- 2018 : Horse Soldiers de Nicolai Fuglsig
- 2018 : Hurricane de Rob Cohen
- 2018 : Pacific Rim Uprising de Steven S. DeKnight
- 2018 : Mission impossible : Fallout de Christopher McQuarrie
- 2019 : Georgetown de Christoph Waltz
- 2019 : The Singing Club (Military Wives) de Peter Cattaneo
- 2019 : La Loi de la jungle (Jungleland) de Max Winkler
- 2019 : Gemini Man d'Ang Lee
- 2019 : Six Underground de Michael Bay
- 2020 : Bad Boys for Life d'Adil El Arbi et Bilall Fallah
- 2020 : Songbird d'Adam Mason
- 2021 : The Tomorrow War de Chris McKay
- 2021 : Black Widow de Cate Shortland
- 2021 : Joyeuse Fin du monde (Silent Night) de Camille Griffin
- 2022 : Seul face à l'abeille de David Kerr
- 2022 : Black Adam de Jaume Collet-Serra
- 2022 : Ambulance de Michael Bay
- 2023 : Donjons et Dragons : L'Honneur des voleurs (Dungeons & Dragons: Honor Among Thieves) de Jonathan Goldstein et John Francis Daley
- 2023 : Tetris de Jon S. Baird
- 2023 : Ghosted de Dexter Fletcher
- 2023 : Mission impossible : Dead Reckoning (Mission: Impossible – Dead Reckoning) de Christopher McQuarrie
- 2023 : Gran Turismo de Neill Blomkamp
- 2024 : Argylle de Matthew Vaughn
- 2024 : Bad Boys: Ride or Die d'Adil El Arbi et Bilall Fallah
- 2024 : Le Flic de Beverly Hills : Axel F. (Beverly Hills Cop: Axel F) de Mark Molloy
- 2024 : Junior et ses amis, le film (The Junior On The Job Movie) de Paul Germain
- 2024 : Carry-On de Jaume Collet-Serra
- 2024 : The Cut de Sean Ellis
- 2025 : Wallace et Gromit : La palme de la vengeance (Wallace & Gromit: Vengeance Most Fowl) de Nick Park

#### Courts métrages
- 2002 : Cigarette d'Oliver Morran
- 2003 : Loved, Alone d'Indra Bhose
- 2010 : Sodales de Jessica Biel
- 2011 : Megamind: The Button of Doom de Simon J. Smith
- 2011 : When You Find Me de Bryce Dallas Howard
- 2011 : Kung Fu Panda: Les secrets des maîtres (Kung Fu Panda: Secrets of the Masters) d'Anthony Leondis
- 2011 : J.A.W. de Nate Parker
- 2013 : Hellraiser: Origins de Mike Le Han
- 2013 : Evermore de Biz Stone
- 2013 : Making a Scene de Janusz Kaminski
- 2014 : Almost Home de Todd Wilderman
- 2014 : Wasted Beauty de Martin Paves
- 2015 : The Championship Rounds de Daniel Stine
- 2016 : Alibi de Cameron Burnett
- 2016 : Kung Fu Panda: les secrets du rouleau (Kung Fu Panda: Secrets of the Scroll) de Rodolphe Guenoden
- 2016 : Alibi de Cameron Burnett
- 2017 : Them de Nate James Williams
- 2017 : Rakka de Neill Blomkamp
- 2017 : Firebase de Neill Blomkamp
- 2017 : Zygote de Neill Blomkamp
- 2017 : Duet de Andrew Margetson
- 2017 : Adam: The Mirror de Neill Blomkamp
- 2018 : Happy Birthday to Me de Michael Reilly
- 2019 : Bertha Benz de Sebastian Strasser

### Télévision

#### Téléfilms
- 2004 : Crazy in Love de Matt Routledge (vidéo)
- 2005 : Mersey Cop de Matt Routledge
- 2006 : When Beaches Attack
- 2011 : Un combat, cinq destins de Jennifer Aniston, Patty Jenkins, Alicia Keys, Demi Moore et Penelope Spheeris
- 2012 : La Vie aux aguets (Restless) d'Edward Hall
- 2014 : Women of the Bible

#### Séries télévisées
- 2003 : Package Holiday Undercover
- 2003 : Sportscene
- 2004 : Manhunt
- 2004 : Shoebox Zoo de Brian Ward (11 épisodes)
- 2005 : The Jeremy Kyle Show de Jo Corsan
- 2007 : River City
- 2014 : The Driver (mini série) (3 épisodes)
- 2015 : Sons of Liberty (Thème principal composé par Hans Zimmer)
- 2015 : A.D. The Bible Continues
- 2015 : Saints & Strangers (mini-série, 2 épisodes) (Thème principal composé par Hans Zimmer)
- 2016 : The Story of God with Morgan Freeman (6 épisodes)
- 2016 : Marcella (8 épisodes)
- 2016 : The Crown (co-compositeur avec Rupert Gregson-Williams) (Thème principal composé par Hans Zimmer)
- 2017 : Genius (Thème principal composé par Hans Zimmer)
- 2019-2022 : His Dark Materials: À la Croisée des Mondes (bande originale)
- 2021 : Dopesick
- 2021 : La Roue du temps (bande originale)
- 2022 : Seul face à l'abeille

#### Séries télévisées documentaires
- 1998 : America's Most Wanted
- 2000 : Child of Our Time
- 2000 : In Search of the Muse
- 2000 : Animal Park
- 2004 : Artworks Scotland de Simon Pitts
- 2005 : True Crime de Andy Wells
- 2005 : Have I Been Here Before ? de Ben Warwick
- 2005 : Psycho (épisode The Man Who Faked His Life)
- 2006 : Megastructures (épisode Super Port: MegaMovers - Port of Rotterdam)
- 2006 : Fight Science
- 2006 : Aux origines de l'humanité ( Mystery of the Megavolcano et  Mystery of the Megaflood)
- 2007 : The Science of Superstorms (3 épisodes)
- 2007 : Belle toute nue (9 épisodes)
- 2011 : Harry Welcomes Arctic Heroes
- 2013 : The Bible (8 épisodes) (co-compositeur avec Hans Zimmer)

## Musiques additionnelles

### Cinéma
- 2001 : Ancient Warriors de Walter Von Huene (musique de Henning Lohner)
- 2002 : 666 - Traue keinem, mit dem Du schläfst! de Rainer Matsutani (musique de Henning Lohner)
- 2003 : God Is No Soprano de Thure Riefenstein (court métrage) (musique de Henning Lohner)
- 2003 : Barstow de Maw Carlson (musique de Henning Lohner)
- 2003 : Ce dont rêvent les filles de Dennie Gordon (musique de Rupert Gregson-Williams)
- 2003 : Wanted de Brad Mirman (musique de Rupert Gregson-Williams)
- 2003 : Fahrerflucht de Martin Menzel (court métrage) (musique de Henning Lohner)
- 2003 : The Night We Called It a Day de Paul Goldman (musique de Rupert Gregson-Williams) : arrangements et orchestrateur
- 2004 : La Torcedura de Pascal Leister (court métrage) (musique de Henning Lohner)
- 2004 : Incident au Loch Ness de Zak Penn (musique de Henning Lohner)
- 2004 : Hotel Rwanda de Terry George (musique de Rupert Gregson-Williams)
- 2005 : Batman Begins de Christopher Nolan (musique de Hans Zimmer et James Newton Howard) : programmation
- 2005 : Wallace et Gromit : Le Mystère du lapin-garou de Nick Park (musique de Julian Nott)
- 2005 : Santa's Slay de David Steiman (musique de Henning Lohner)
- 2005 : BloodRayne de Uwe Boll (musique de Henning Lohner)
- 2006 : The Holiday de Nancy Meyers (musique de Hans Zimmer)
- 2006 : Pirates des Caraïbes : Le Secret du coffre maudit de Gore Verbinski (musique de Hans Zimmer)
- 2006 : Da Vinci Code de Ron Howard (musique de Hans Zimmer) : musiques additionnelles et arrangements
- 2007 : Bee Movie de Steve Hickner (musique de Rupert Gregson-Williams)
- 2007 : Les Simpson - Le Film de David Silverman (musique de Hans Zimmer)
- 2007 : Transformers de Michael Bay (musique de Steve Jablonsky)
- 2007 : Pirates des Caraïbes : Jusqu'au bout du monde de Gore Verbinski (musique de Hans Zimmer)
- 2008 : Casi divas de Issa López (musique de Hans Zimmer) : percussions
- 2008 : Running the Sahara de James Moll (documentaire) (musique d'Heitor Pereira)
- 2008 : The Dark Knight de Christopher Nolan (musique de Hans Zimmer et James Newton Howard)
- 2009 : Sherlock Holmes de Guy Ritchie (musique de Hans Zimmer) : coproducteur avec Hans Zimmer
- 2009 : Transformers 2 : La Revanche de Michael Bay (musique de Steve Jablonsky)
- 2010 : Inception de Christopher Nolan (musique de Hans Zimmer) : musiques additionnelles et coproducteur avec Hans Zimmer
- 2011 : Kung Fu Panda 2 de Jennifer Yuh Nelson (musique de Hans Zimmer et John Powell)
- 2011 : Sherlock Holmes : Jeu d'ombres de Guy Ritchie (musique de Hans Zimmer) : musiques additionnelles et coproducteur avec Hans Zimmer
- 2012 : The Dark Knight Rises de Christopher Nolan (musique de Hans Zimmer)
- 2012 : Madagascar 3 : Bons baisers d'Europe (musique de Hans Zimmer)
- 2013 : Rush de Ron Howard (musique de Hans Zimmer)
- 2013 : The Lone Ranger de Gore Verbinski (musique de Hans Zimmer)
- 2017 : Dunkerque de Christopher Nolan (musique de Hans Zimmer)
- 2023 : Mario d'Aaron Horvath et Michael Jelenic (musique de Hans Zimmer, Harry Gregson-Williams et John Powell)

### Télévision
- 2001 : Fear de Martin Kunert (musique de Geoff Zanelli et Henning Lohner)
- 2003 : Saving Jessica Lynch de Peter Markle (film TV) (musique de Ramin Djawadi)
- 2002 : Most Haunted de Karl Beattie (série documentaire TV) (musique de Alan Clark)
- 2003 : Mimic : Sentinel de J.T. Petty (film TV) (musique de Henning Lohner)
- 2003 : William et Mary de Mick Ford (série télévisée) (musique de Rupert Gregson-Williams)
- 2003 : Second Nature de Ben Bolt (film TV) (musique de Rupert Gregson-Williams)
- 2004 : Sterne leuchten auch am Tag de Roland Suso Richter (film TV) (musique de Henning Lohner)
- 2004 : Long Way Round de David Alexanian (série télévisée) (musique de Rupert Gregson-Williams)
- 2005 : Pas de ciel au-dessus de l'Afrique (Kein Himmel über Afrika) de Roland Suso Richter (film TV) (musique de Henning Lohner)
- 2005 : Prinz und Paparazzi de Jürgen Bretzinger (film TV) (musique de Henning Lohner)
- 2005 : Detective de David S. Cass Sr. (film TV) (musique de James Michael Dooley)
- 2005 : Hellraiser : Deader de Rick Bota (film TV) (musique de Henning Lohner)
- 2005 : The Last Detective de Michael Aitkens (série télévisée) (musique de Rupert Gregson-Williams)
- 2006 : Firestorm: Last Stand at Yellowstone de John Lafia (film TV) (musique de Henning Lohner)
- 2006 : 10.5: Apocalypse de John Lafia (film TV) (musique de Henning Lohner)

## Ludographie
- 2005 : Battlefield 2: Modern Combat (musique de Rupert Gregson-Williams) (musiques additionnelles)
- 2009 : Call of Duty: Modern Warfare 2 (thèmes de Hans Zimmer)
- 2011 : Skylanders: Spyro's Adventure de Activision (thèmes principaux de Hans Zimmer)
- 2011 : Assassin's Creed : Revelations de Ubisoft (cocompositeur avec Jesper Kyd)
- 2012 : Skylanders Giants de Activision
- 2012 : Assassin's Creed III de Ubisoft
- 2013 : Beyond: Two Souls de Quantic Dream (remplaçant Normand Corbeil à la suite de son décès) (produit par Hans Zimmer)
- 2014 : Assassin's Creed Identity de Ubisoft
- 2018 : FIFA 19
- 2024 : Dragon Age: The Veilguard de BioWare (co-compositeur avec Hans Zimmer)[2]